# Крік (пиво)

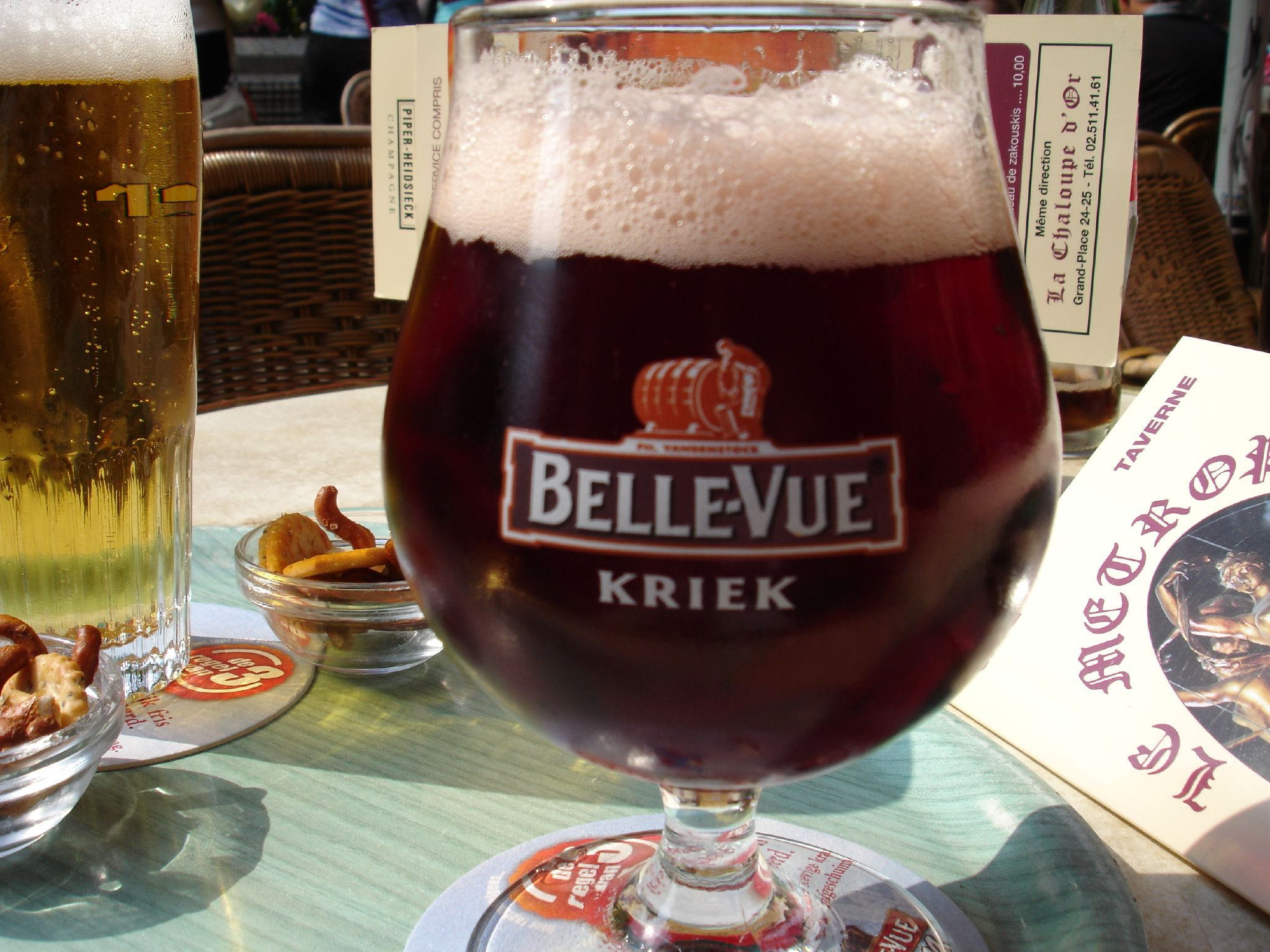
Келих бельгійського пива крік

Крік ламбік — це сорт бельгійського пива, виготовлений шляхом бродіння ламбіку з кислою вишнею Морелло. Традиційно використовується «Схарбек крік» (рідкісний бельгійський сорт Морелло) з околиць Брюсселя. Оскільки вишні типу Схарбек стало важче знайти, деякі пивовари замінили їх (частково або повністю) іншими сортами вишні, іноді імпортними.

## Етимологія
Назва походить від голландського слова для цього виду вишні (kriek).

## Пивоваріння
Традиційно крік виготовляють на пивоварнях у Брюсселі та його околицях із використанням ламбіку, до якого додають вишні (з кісточками). Ламбік — це кисле та сухе бельгійське пиво, яке спонтанно бродить за допомогою дріжджів, що містяться в повітрі, імовірно родом із Брюсселя; наявність вишні (або малини) передує майже повсюдному використанню хмелю як ароматизатора в пиві. Традиційний крік, виготовлений на основі пива ламбік, також є кислим і сухим. Вишні залишають на кілька місяців, викликаючи реферментацію додаткового цукру. Як правило, цукор не залишається, тому буде фруктовий смак без солодкості. Після видалення вишні слідує подальший процес дозрівання.
Останнім часом деякі виробники ламбіку додають цукор у кінцевий продукт свого фруктового пива, щоб зробити його менш інтенсивним і більш доступним для широкої аудиторії. Вони також використовують вишневий сік, а не цілі вишні, і дозрівання стає набагато швидшим.
Фрамбуаз — споріднене, менш традиційне бельгійське пиво, ферментоване малиною замість вишні. Крік також пов'язаний із гьозе, яке не є фруктовим пивом, але також базується на реферментованому ламбіку. Деякі пивоварні, як-от Liefmans, виготовляють пиво «kriek» на основі фландрійського коричневого елю замість ламбіку.